# Desa Kelaisi Timur
Desa Kelaisi Timur är en administrativ by i Indonesien.   Den ligger i provinsen Nusa Tenggara Timur, i den sydöstra delen av landet, 2 000 km öster om huvudstaden Jakarta. Desa Kelaisi Timur ligger på ön Alor Island.